# Thouars-sur-Garonne
 Thouars-sur-Garonne  là một xã thuộc tỉnh Lot-et-Garonne trong vùng Nouvelle-Aquitaine phía tây nam nước Pháp. Xã này nằm ở khu vực có độ cao trung bình 30 mét trên mực nước biển.